# ガーズィープル
ガーズィープル（ヒンディー語: ग़ाज़ीपुर,ウルドゥー語: غازیپور, 英語: Ghazipur）は、インドのウッタル・プラデーシュ州、ガーズィープル県の都市。

## 歴史

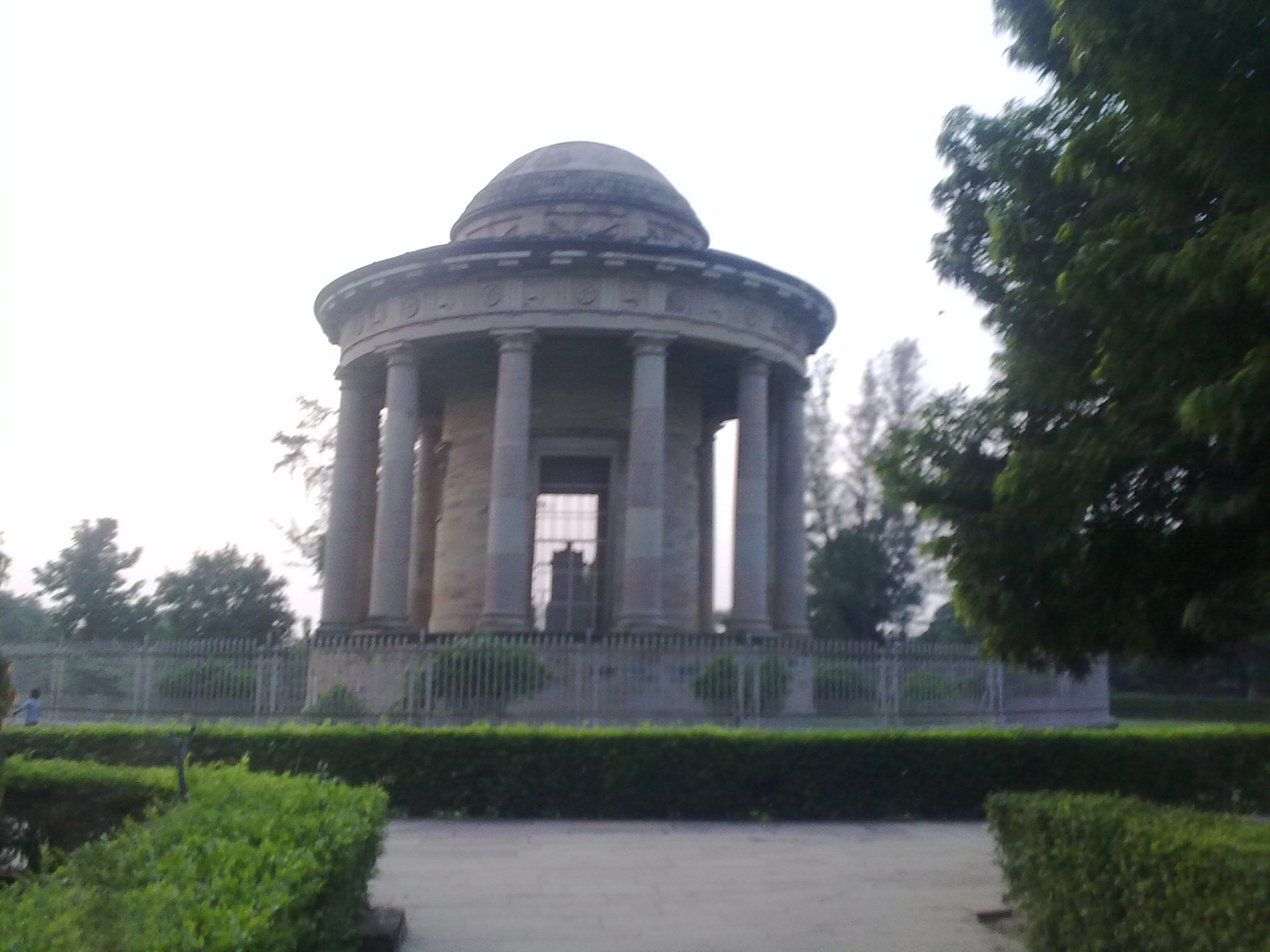
チャールズ・コーンウォリスの墓

1330年頃、トゥグルク朝の君主ギヤースッディーン・トゥグルクの旧名ガーズィー・マリクに因んで、「ガーズィープル」（ガーズィーの町）と名付けられた。
街はデリー・スルターン朝やムガル帝国の重要な河港であった。帝国のガーズィープル知事アブドゥッラー・ハーンとその息子によって街は発展した。
1805年、チャールズ・コーンウォリスがこの地で死亡し、その墓が建設された。

## 地理
ガーズィープルは北緯25度35分 東経83度34分 / 北緯25.58度 東経83.57度に存在している。ヴァーラーナシーから70キロの地点、ガンジス川北岸に位置する。